# Transformers: Botbots
Transformers: BotBots ist eine animierte Fernsehserie, die auf der gleichnamigen Sammelspielzeugreihe von Hasbro basiert und ein Spin-off der umfassenderen Transformers-Filmreihe ist. Die erste Staffel startete am 25. März 2022 in 12 Sprachen auf Netflix.

## Handlung
Ein Einkaufszentrum wird von einer mysteriösen Energonwolke heimgesucht, die verschiedene auch nicht elektronische Objekte in winzige, transformierbare Roboter namens BotBots verwandelt. Eine Gruppe von Gegenständen, die von ihren Ursprungsgeschäften getrennt worden waren, erwacht im Fundbüro und nennt sich selbst die Lost Bots. Angeführt von Burgertron, dem Anführer der Hunger Hubs, träumen die Lost Bots davon, eines Tages zu ihren ursprünglichen Stämmen zurückzukehren, aber nachdem sie zufällig vom Sicherheitsbeamten des Einkaufszentrums entdeckt werden (und so einem Menschen die Existenz der BotBots offenbart wird), werden sie als Parias des Einkaufszentrums behandelt. Sie machen sich auf, sich zu erlösen, während sie Bindungen untereinander entdecken und sich von vielen lebenden Wesen fernhalten.
Als Burgertron die Gruppe verlässt, um zu seiner eigenen Truppe zu gelangen, wollen die Lost Bots sich ihm anschließen, um ihre Ursprünge zu finden. Als Dave, ein Mitarbeiter des Sicherheitsdienstes, aus dem Badezimmer kommt, bringt Burgertron den Lost Bots „Die heilige Regel des Einkaufszentrums“ bei: BotBots dürfen ihre Bot-Form niemals vor den Menschen offenbaren. Burgertron und die Lost Bots fahren mit einer Bahn des Einkaufszentrums, um nicht vom Sicherheitsdienst gesehen zu werden. Mit einer Rolltreppe erreichen sie erfolgreich den Gastronomiebereich, was leider Dave alarmiert. Er schaut in die Bahn und sieht Bonz-Eye, Dimlit, Kikmee und Clogstopper in Verkleidungen, und als er Burgertron in verkleideter Form sieht, versucht er, ihn zu essen. Dimit verwandelt sich jedoch wieder in die Bot-Form und mischt sich ein, um Burgertron zu retten. Dadurch sieht Dave Burgertron und Dimlit in ihren Bot-Formen und beobachtet, wie sie zusammen mit Bonz-Eye, Clogstopper und Kikmee verschwinden. Nun hat Dave entdeckt, dass BotBots existieren. Spud Muffin, Ulf the Orange und die anderen BotBots tauchen später aus dem Nichts auf, wütend, dass Burgertron und die Lost Bots die heilige Regel des Einkaufszentrums gebrochen haben. Als Konsequenz wird Burgertron von den Hunger Hubs verbannt und wird ein Lost Bot; zusammen mit den Lost Bots wird er nun von den anderen BotBots gemieden. Die Lost Bots sind jedoch nicht verärgert – sie kümmern sich nur um die anderen Trupps im Einkaufszentrum. Burgertron wird bald zum Anführer der Lost Bots und versucht, die anderen BotBots zu versöhnen.

## Synchronisation
Die deutsche Synchronfassung entstand bei Iyuno-SDI in Berlin unter der Regie und nach einem Dialogbuch von Jan Andres.
| Rolle               | Originalsprecher  | Deutsche Sprecher                                    |
| ------------------- | ----------------- | ---------------------------------------------------- |
| Burgertron          | James Hartnett    | Konrad Bösherz                                       |
| Bonz-Eye            | Louisa Zhu        | Josephine Schmidt, Jenny van der Wall (Metal vocals) |
| Dimlit              | Deven Mack        | Marcel Mann                                          |
| Frostferatu         | Deven Mack        | Sven Plate                                           |
| Streuselbeerchen    | Deven Mack        | Lucas Wecker                                         |
| Dinger              | Deven Mack        | Jesco Wirthgen                                       |
| Clogstopper         | Christian Potenza | Jan Andres                                           |
| Kikmee              | Lisa Norton       | Jodie Blank                                          |
| Lolly Licks         | Lisa Norton       | Rubina Nath                                          |
| Ulf the Orange      | Josette Jorge     | Moira May                                            |
| Dave the Mall Guard | Mark Little       | Rainer Fritzsche                                     |
| Spud Muffin         | Joseph Motiki     | Jaron Löwenberg                                      |
| Sergeant Scrubforce | Joseph Motiki     | Sven Brieger                                         |
| Batsby              | Sarah Hillier     | Anni C. Salander                                     |
| Knotzel             | Sarah Hillier     | Vera Bunk                                            |
| Anty Farmwell       | Julie Lemieux     | Vera Bunk                                            |
| Lady Macaron        | Julie Lemieux     | Larissa Koch                                         |
| Dr. Flaskenstein    | Julie Lemieux     | Juana von Jascheroff                                 |
| Fomo                | Cory Doran        | Heiko Akrap                                          |
| Vomit Comet         | Martin Roach      | Reinhard Scheunemann                                 |
| Playgor Cardquest   | Brandon Hackett   | Michael Pink                                         |
| Starscope           | Sean Jordan       | Jens Winter                                          |
| 24K-bit             | Kyle Dooley       | Felix Würgler                                        |
| Agent Smartlit      | Raven Dauda       | Bianca Krahl                                         |